# Ecuación de Poisson
En matemática y física, la ecuación de Poisson es una ecuación en derivadas parciales con un amplio uso en electrostática, ingeniería mecánica y física teórica. Se debe al matemático, geómetra y físico francés Siméon-Denis Poisson, que la publicó en 1812 como corrección de la ecuación diferencial parcial de segundo orden de Laplace para la energía potencial.
La ecuación de Poisson se define como:

{\displaystyle \Delta \varphi =f\,}

donde {\displaystyle \Delta \;} es el operador laplaciano, y f y {\displaystyle \varphi \;} son funciones reales o complejas. En un sistema de coordenadas cartesianas tridimensional, toma la forma:

{\displaystyle \left({\frac {\partial ^{2}}{\partial x^{2}}}+{\frac {\partial ^{2}}{\partial y^{2}}}+{\frac {\partial ^{2}}{\partial z^{2}}}\right)\varphi (x,y,z)=f(x,y,z).}

Si {\displaystyle f=0}, la ecuación se convierte en la ecuación de Laplace

{\displaystyle \Delta \varphi =0.\!}

## Problema de Poisson
La ecuación de Poisson junto con las condiciones de contorno homogéneas, constituye uno de los tres problemas clásicos relacionados con el operador laplaciano que se detallan a continuación. Concretamente, el problema de Poisson es el problema de encontrar una función {\displaystyle \varphi } definida sobre el dominio {\displaystyle \Omega } que satisfaga:

(1){\displaystyle {\begin{cases}\Delta \varphi (\mathbf {x} )=-c_{n}\rho (\mathbf {x} )&\mathbf {x} \in \Omega \subset \mathbb {R} ^{n}\\\varphi ({\bar {\mathbf {x} }})=0&{\bar {\mathbf {x} }}\in \partial \Omega \end{cases}}}

Este tipo de problema puede ser resuelto de manera sencilla, mediante el método de la función de Green, para n > 2:

{\displaystyle \varphi (\mathbf {x} )={\frac {-c_{n}}{4\pi }}\int {\frac {\rho ({\bar {\mathbf {x} }})d^{n}{\bar {\mathbf {x} }}}{\|\mathbf {x} -{\bar {\mathbf {x} }}\|^{n-2}}}.}

### Problemas de potencial
La ecuación anterior aparece en problemas electrostáticos y de potencial gravitatorio. En esos problemas, ρ representa la densidad de carga eléctrica o bien la densidad de masa. Además la constante cn debe ser tomada 1/ε0 para problemas electrostáticos (en SI), mientras que en problemas de potencial gravitatorio se toma como cn = 4π G.

## Problema de Dirichlet
El problema de Dirichlet es un problema de encontrar una función armónica sobre un dominio {\displaystyle \Omega } tal que sea igual a otra función dada sobre el contorno de tal dominio:

(2){\displaystyle {\begin{cases}\Delta \varphi (\mathbf {x} )=0&\mathbf {x} \in \Omega \\\varphi ({\bar {\mathbf {x} }})=f({\bar {\mathbf {x} }})&{\bar {\mathbf {x} }}\in \partial \Omega \end{cases}}}

En electrostática, el problema de Dirichlet se corresponde con el problema de encontrar el campo dentro de una cavidad metálica "conectada a tierra" (potencial constante) de forma {\displaystyle \Omega } dentro de la cual hay una distribución de carga dada por {\displaystyle \rho }.

### Relación con el problema de Poisson
Existe un medio para reducir el problema de Dirichlet a un problema de Poisson. Si {\displaystyle f({\bar {\mathbf {x} }})} es una función de clase C1 sobre la frontera del dominio y {\displaystyle {\tilde {f}}({\bar {\mathbf {x} }})} es una extensión de {\displaystyle f} a todo el dominio {\displaystyle \Omega } que sea de clase C2, es decir:

{\displaystyle {\tilde {f}}({\bar {\mathbf {x} }})=f({\bar {\mathbf {x} }})\qquad \forall {\bar {\mathbf {x} }}\in \partial \Omega }

Entonces la solución del problema de Dirichlet (2) viene dada por una función suma de la extensión anterior y otra función que es solución de un problema de Poisson como (1):

{\displaystyle \varphi (\mathbf {x} )={\tilde {f}}(\mathbf {x} )+\varphi _{1}(\mathbf {x} )}

{\displaystyle \Delta \varphi _{1}(\mathbf {x} )=-c_{n}{\tilde {\rho }}\qquad {\tilde {\rho }}:={\frac {\Delta {\tilde {f}}}{c_{n}}}\qquad \varphi _{1}({\bar {\mathbf {x} }})=0}

## Problema de Neumann
El problema de Neumann es similar al anterior, pero en lugar de fijar el valor de la función incógnita sobre la frontera, fija el valor de la derivada perpendicularmente a la superficie.

(3){\displaystyle {\begin{cases}\Delta \varphi (\mathbf {x} )=0&\mathbf {x} \in \Omega \\\mathbf {n} \cdot \nabla \varphi ({\bar {\mathbf {x} }})=\mathbf {h} ({\bar {\mathbf {x} }})&{\bar {\mathbf {x} }}\in \partial \Omega \end{cases}}}